# Brevigonus arcuata
Brevigonus arcuata är en mångfotingart som beskrevs av Shelley 1981. Brevigonus arcuata ingår i släktet Brevigonus och familjen Xystodesmidae. Inga underarter finns listade i Catalogue of Life.